# رودني اريك كينيدي
رودني اريك كينيدي (بالإنجليزية: Rodney Eric Kennedy)‏ هو ناقد فني نيوزيلندي، ولد في 20 أغسطس 1909، وتوفي في 14 أكتوبر 1989.